# فهرست کشورهای جزیره‌ای

کشورهای جزیره‌ای جهان

در اینجا فهرست کشورهای جزیره‌ای ارائه شده‌است. جزیره خشکساری (کوچکتر از قاره) است که با آب احاطه شده‌است. بیشتر کشورهای جزیره‌ای به صورت مجمع‌الجزایر هستند، همانند ایالات فدرال میکرونزی و اندونزی که هر دو از هزاران جزیره تشکیل شده‌اند. سایرین یا از یک جزیره تشکیل شده‌اند، همانند باربادوس، یا بخشی از یک جزیره هستند، همانند جمهوری دومینیکن. استرالیا یک قاره است، گرچه گاه بدان جزیره می‌گویند چرا که با هیچ کشوری مرزی ندارد. اندونزی بزرگ‌ترین کشور جزیره‌ای جهان بر پایه مساحت (km۲ ۱٬۹۰۴٬۵۶۹)، تعداد جزیره‌ها (بیش از ۱۸٬۳۰۷) و جمعیت (۲۶۷٬۶۷۰٬۵۴۳ نفر) است.

## فهرست

### کشورهای مستقل یا با رسمیت محدود
| نام                              | پیکربندی جغرافیایی                                                                | موقعیت مکانی | جمعیت       | مساحت (km۲) | تراکم جمعیت (در km۲) | موقعیت جغرافیایی                                  | بنیانگذاری/ استقلال         |
| -------------------------------- | --------------------------------------------------------------------------------- | ------------ | ----------- | ----------- | -------------------- | ------------------------------------------------- | --------------------------- |
| آنتیگوآ و باربودا                | دو جزیره اصلی                                                                     | فلات قاره    | ۸۶٬۲۹۵      | ۴۴۰         | ۱۹۴                  | دریای کارائیب، آنتیل کوچک                         | ۱ نوامبر ۱۹۸۱               |
| باهاما                           | مجمع‌الجزایر                                                                       | فلات قاره    | ۳۹۲٬۰۰۰     | ۱۳٬۸۷۸      | ۲۳٫۲۷                | اقیانوس اطلس، مجمع‌الجزایر لوکایی                  | ۱۰ ژوئیه ۱۹۷۳               |
| بحرین                            | مجمع‌الجزایر                                                                       | فلات قاره    | ۱٬۳۱۶٬۵۰۰   | ۷۵۰         | ۱٬۱۸۹٫۵              | خلیج فارس                                         | ۱۰ دسامبر ۱۹۷۱              |
| باربادوس                         | یک جزیره                                                                          | فلات قاره    | ۲۸۵٬۰۰۰     | ۴۳۰         | ۶۲۷                  | دریای کارائیب، آنتیل کوچک                         | ۳۰ نوامبر ۱۹۶۶              |
| برونئی                           | بخشی از یک جزیره بزرگ‌تر (بورنئو)                                                  | فلات قاره    | ۳۹۳٬۳۷۲     | ۵٬۷۶۵       | ۶۷٫۳                 | ناحیه دریایی جنوب شرق آسیا                        | ۲۳ فوریه ۱۹۸۴               |
| کیپ ورد                          | مجمع‌الجزایر                                                                       | اقیانوسی     | ۵۱۸٬۴۶۷     | ۴٬۰۳۳       | ۱۲۵٫۵                | اقیانوس اطلس، ماکرونزی                            | ۵ ژوئیه ۱۹۷۵                |
| کومور                            | مجمع‌الجزایر                                                                       | اقیانوسی     | ۷۸۴٬۷۴۵     | ۲٬۲۳۵       | ۲۷۵                  | اقیانوس هند، آفریقا، جزایر قمر                    | ۶ ژوئیه ۱۹۷۵                |
| کوبا                             | مجمع‌الجزایر                                                                       | فلات قاره    | ۱۱٬۲۴۵٬۶۲۹  | ۱۰۹٬۲۳۸     | ۱۰۲٫۳                | دریای کارائیب، آنتیل بزرگ                         | ۱۰ اکتبر ۱۸۶۸ ۲۰ مه ۱۹۰۲    |
| قبرس                             | بخشی از یک جزیره بزرگ‌تر (قبرس)                                                    | فلات قاره    | ۸۵۸٬۰۰۰     | ۹٬۲۵۱       | ۸۵                   | مدیترانه                                          | ۱ اکتبر ۱۹۶۰                |
| دومینیکا                         | یک جزیره اصلی                                                                     | فلات قاره    | ۷۱٬۲۹۳      | ۷۵۴         | ۱۰۵                  | دریای کارائیب، آنتیل کوچک                         | ۳ نوامبر ۱۹۷۸               |
| جمهوری دومینیکن                  | بخشی از یک جزیره بزرگ‌تر (هیسپانیولا)، و چندین جزیره کوچک‌تر دیگر                   | فلات قاره    | ۱۰٬۸۷۸٬۲۴۶  | ۴۸٬۴۴۲      | ۲۰۸٫۲                | دریای کارائیب، آنتیل بزرگ                         | ۱ دسامبر ۱۸۲۱ ۲۷ فوریه ۱۸۴۴ |
| تیمور شرقی                       | بخشی از یک جزیره بزرگ‌تر (جزیره تیمور)                                             | اقیانوسی     | ۱٬۲۱۲٬۱۰۷   | ۱۴٬۸۷۴      | ۷۶٫۲                 | ناحیه دریایی جنوب شرق آسیا، جزایر سوندای کوچک     | ۲۰ مه ۲۰۰۲                  |
| ایالات فدرال میکرونزی            | مجمع‌الجزایر                                                                       | اقیانوسی     | ۱۰۱٬۳۵۱     | ۷۰۲         | ۱۵۸٫۱                | اقیانوس آرام، میکرونزی                            | ۱۰ مه ۱۹۷۹                  |
| فیجی                             | مجمع‌الجزایر                                                                       | اقیانوسی     | ۸۵۹٬۱۷۸     | ۱۸٬۲۷۴      | ۴۶٫۴                 | اقیانوس آرام، ملانزی                              | ۱۰ اکتبر ۱۹۷۰               |
| گرنادا، کاریاکو و پتیتی مارتینیک | یک جزیره اصلی، دو قلمرو وابسته                                                    | فلات قاره    | ۱۱۰٬۰۰۰     | ۳۴۴         | ۳۱۹٫۸                | دریای کارائیب، آنتیل کوچک                         | ۷ فوریه ۱۹۷۴                |
| هائیتی                           | بخشی از یک جزیره بزرگ‌تر (هیسپانیولا)، و چندین جزیره کوچک‌تر دیگر                   | فلات قاره    | ۱۱٬۴۳۹٬۶۴۶  | ۲۷٬۷۵۰      | ۳۵۰                  | دریای کارائیب، آنتیل بزرگ                         | ۱ ژانویه ۱۸۰۴               |
| ایسلند                           | یک جزیره اصلی                                                                     | اقیانوسی     | ۳۵۶٬۹۹۱     | ۱۰۲٬۷۷۵     | ۳٫۱                  | اقیانوس اطلس                                      | ۱۷ ژوئن ۱۹۴۴                |
| اندونزی                          | مجمع‌الجزایر، شامل بخش‌هایی از جزایر بزرگتر (جزایر بورنئو، گینه نو، سباتیک و تیمور) | پرشمار       | ۲۶۷٬۶۷۰٬۵۴۳ | ۱٬۹۰۴٬۵۶۹   | ۱۳۸                  | ناحیه دریایی جنوب شرق آسیا، اقیانوس‌های هند و آرام | ۱۷ اوت ۱۹۴۵                 |
| جمهوری ایرلند                    | بخشی از یک جزیره بزرگ‌تر (ایرلند)، و چندین جزیره کوچک‌تر دیگر                       | فلات قاره    | ۴٬۵۸۸٬۲۵۲   | ۷۰٬۲۷۳      | ۶۵٫۳                 | اقیانوس اطلس، جزایر بریتانیا                      | ۲۱ ژانویه ۱۹۱۹              |
| جامائیکا                         | یک جزیره اصلی، و چندین جزیره کوچک‌تر دیگر                                          | فلات قاره    | ۲٬۸۴۷٬۲۳۲   | ۱۰٬۹۹۱      | ۲۵۲                  | دریای کارائیب، آنتیل بزرگ                         | ۶ اوت ۱۹۶۲                  |
| ژاپن                             | مجمع‌الجزایر                                                                       | فلات قاره    | ۱۲۵٬۷۱۰٬۰۰۰ | ۳۷۷٬۹۷۶     | ۳۳۷                  | اقیانوس آرام، شرق آسیا                            | ۱۱ فوریه ۶۶۰ ق. م           |
| کیریباتی                         | مجمع‌الجزایر                                                                       | اقیانوسی     | ۹۸٬۰۰۰      | ۸۱۱         | ۱۳۵                  | اقیانوس آرام، میکرونزی                            | ۱۲ ژوئیه ۱۹۷۹               |
| ماداگاسکار                       | یک جزیره اصلی                                                                     | فلات قاره    | ۲۶٬۲۵۱٬۳۰۹  | ۵۸۷٬۰۴۱     | ۳۵٫۲                 | اقیانوس هند، آفریقا                               | ۲۶ ژوئن ۱۹۶۰                |
| مالدیو                           | مجمع‌الجزایر                                                                       | اقیانوسی     | ۳۲۹٬۱۹۸     | ۲۹۸         | ۱٬۱۰۵                | دریای لاکادیو، اقیانوس هند                        | ۲۶ ژوئیه ۱۹۶۵               |
| مالت                             | دو جزیره اصلی                                                                     | فلات قاره    | ۴۰۴٬۵۰۰     | ۳۱۶         | ۱٬۲۸۲                | مدیترانه                                          | ۲۱ سپتامبر ۱۹۶۴             |
| جزایر مارشال                     | مجمع‌الجزایر                                                                       | اقیانوسی     | ۶۲٬۰۰۰      | ۱۸۱         | ۳۴۲٫۵                | اقیانوس آرام، میکرونزی                            | ۱ مه ۱۹۷۹                   |
| موریس                            | مجمع‌الجزایر                                                                       | اقیانوسی     | ۱٬۲۴۴٬۶۶۳   | ۲٬۰۴۰       | ۶۱۰                  | اقیانوس هند، آفریقا، جزایر ماسکارین               | ۱۲ مارس ۱۹۶۸                |
| نائورو                           | یک جزیره                                                                          | اقیانوسی     | ۱۳٬۶۳۵      | ۲۱          | ۶۴۹                  | اقیانوس آرام، میکرونزی                            | ۳۱ ژانویه ۱۹۶۸              |
| نیوزیلند                         | دو جزیره اصلی                                                                     | فلات قاره    | ۴٬۶۹۱٬۱۹۴   | ۲۶۸٬۶۸۰     | ۱۷٫۴                 | اقیانوس آرام، پلی‌نزی                              | ۲۶ سپتامبر ۱۹۰۷             |
| قبرس شمالی                       | بخشی از یک جزیره بزرگ‌تر (قبرس)                                                    | فلات قاره    | ۳۱۳٬۶۲۶     | ۳٬۳۵۵       | ۹۳                   | مدیترانه                                          | ۲۰ ژوئیه ۱۹۷۴               |
| پالائو                           | مجمع‌الجزایر                                                                       | اقیانوسی     | ۲۰٬۰۰۰      | ۴۵۹         | ۴۳٫۶                 | اقیانوس آرام، میکرونزی                            | ۱ ژانویه ۱۹۸۱               |
| پاپوآ گینه نو                    | بخشی از یک جزیره بزرگ‌تر (گینه نو)، و چندین جزیره کوچک‌تر دیگر                      | فلات قاره    | ۶٬۷۳۲٬۰۰۰   | ۴۶۲٬۸۴۰     | ۱۴٫۵                 | اقیانوس آرام، ملانزی                              | ۱۶ سپتامبر ۱۹۷۵             |
| فیلیپین                          | مجمع‌الجزایر                                                                       | فلات قاره    | ۱۰۱٬۳۹۸٬۱۲۰ | ۳۰۰٬۰۰۰     | ۲۹۵                  | ناحیه دریایی جنوب شرق آسیا                        | ۱۲ ژوئن ۱۸۹۸ ۴ ژوئیه ۱۹۴۶   |
| سنت کیتس و نویس                  | دو جزیره اصلی                                                                     | فلات قاره    | ۵۱٬۳۰۰      | ۲۶۱         | ۱۶۴                  | دریای کارائیب، آنتیل کوچک                         | ۱۹ سپتامبر ۱۹۸۳             |
| سنت لوسیا                        | یک جزیره اصلی                                                                     | فلات قاره    | ۱۷۳٬۷۶۵     | ۶۱۶         | ۲۹۸                  | دریای کارائیب، آنتیل کوچک                         | ۲۲ فوریه ۱۹۷۹               |
| سنت وینسنت و گرنادین‌ها           | مجمع‌الجزایر                                                                       | فلات قاره    | ۱۲۰٬۰۰۰     | ۳۸۹         | ۳۰۷                  | دریای کارائیب، آنتیل کوچک                         | ۲۷ اکتبر ۱۹۷۹               |
| ساموآ                            | مجمع‌الجزایر                                                                       | اقیانوسی     | ۱۷۹٬۰۰۰     | ۲٬۸۳۱       | ۶۳٫۲                 | اقیانوس آرام، پلی‌نزی                              | ۱ ژوئن ۱۹۶۲                 |
| سائوتومه و پرنسیپ                | دو جزیره اصلی                                                                     | فلات قاره    | ۱۶۳٬۰۰۰     | ۱٬۰۰۱       | ۱۶۹٫۱                | اقیانوس اطلس، خلیج گینه، آفریقا                   | ۱۲ ژوئیه ۱۹۷۵               |
| سیشل                             | مجمع‌الجزایر                                                                       | پرشمار       | ۸۷٬۵۰۰      | ۴۵۵         | ۱۹۲                  | اقیانوس هند، آفریقا                               | ۲۹ ژوئن ۱۹۷۶                |
| سنگاپور                          | یک جزیره اصلی                                                                     | فلات قاره    | ۵٬۴۶۹٬۷۰۰   | ۷۱۸٫۳       | ۷٬۶۱۵                | ناحیه دریایی جنوب شرق آسیا                        | ۹ اوت ۱۹۶۵                  |
| جزایر سلیمان                     | مجمع‌الجزایر                                                                       | اقیانوسی     | ۵۲۳٬۰۰۰     | ۲۸٬۴۰۰      | ۱۸٫۱                 | اقیانوس آرام، ملانزی                              | ۷ ژوئیه ۱۹۷۸                |
| سری‌لانکا                         | یک جزیره اصلی                                                                     | فلات قاره    | ۲۰٬۲۷۷٬۵۹۷  | ۶۵٬۶۱۰      | ۳۱۴                  | اقیانوس هند، جنوب آسیا                            | ۴ فوریه ۱۹۴۸                |
| تایوان                           | یک جزیره اصلی، و چندین جزیره کوچک‌تر دیگر                                          | فلات قاره    | ۲۳٬۵۵۰٬۰۷۷  | ۳۶٬۱۸۸      | ۶۳۳                  | اقیانوس آرام، شرق آسیا                            | ۱ ژانویه ۱۹۱۲               |
| تونگا                            | مجمع‌الجزایر                                                                       | اقیانوسی     | ۱۰۴٬۰۰۰     | ۷۴۸         | ۱۳۹                  | اقیانوس آرام، پلی‌نزی                              | ۴ ژوئن ۱۹۷۰                 |
| ترینیداد و توباگو                | دو جزیره اصلی                                                                     | فلات قاره    | ۱٬۲۹۹٬۹۵۳   | ۵٬۱۳۱       | ۲۵۴٫۴                | دریای کارائیب، آمریکای شمالی                      | ۳۱ اوت ۱۹۶۲                 |
| تووالو                           | مجمع‌الجزایر                                                                       | اقیانوسی     | ۱۲٬۳۷۳      | ۲۶          | ۴۷۵٫۸۸               | اقیانوس آرام، پلی‌نزی                              | ۱ اکتبر ۱۹۷۸                |
| بریتانیا                         | یک جزیره اصلی؛ بخشی از جزیره دوم (ایرلند)                                         | فلات قاره    | ۶۵٬۵۸۷٬۳۰۰  | ۲۴۴٬۸۲۰     | ۲۴۶                  | اقیانوس اطلس، جزایر بریتانیا                      | ۱ مه ۱۷۰۷                   |
| وانواتو                          | مجمع‌الجزایر                                                                       | اقیانوسی     | ۲۴۳٬۳۰۴     | ۱۲٬۱۹۰      | ۱۹٫۷                 | اقیانوس آرام، ملانزی                              | ۳۰ ژوئیه ۱۹۸۰               |

### ایالات وابسته، وابستگی‌ها و سایر مناطق قابل توجه
| نام                                 | پیکربندی جغرافیایی                 | موقعیت مکانی | کشور مستقل          | جمعیت     | مساحت (km۲) | تراکم (در km۲) | موقعیت جغرافیایی                    |
| ----------------------------------- | ---------------------------------- | ------------ | ------------------- | --------- | ----------- | -------------- | ----------------------------------- |
| جزایر الند                          | مجمع‌الجزایر                        | فلات قاره    | فنلاند              | ۲۸٬۳۵۵    | ۱٬۵۸۰       | ۱۷٫۹           | دریای بالتیک، خلیج بوتنی            |
| ساموای آمریکا                       | مجمع‌الجزایر                        | اقیانوسی     | ایالات متحده آمریکا | ۵۴٬۹۴۷    | ۱۹۹         | ۲۷۶            | اقیانوس آرام، پلی‌نزی                |
| آنگویلا                             | یک جزیره اصلی                      | فلات قاره    | بریتانیا            | ۱۵٬۴۲۳    | ۹۱          | ۱۶۹            | دریای کارائیب، آنتیل کوچک           |
| آروبا                               | یک جزیره اصلی                      | فلات قاره    | پادشاهی هلند        | ۱۰۷٬۶۳۵   | ۱۸۰         | ۵۹۸            | دریای کارائیب، آنتیل کوچک           |
| برمودا                              | مجمع‌الجزایر                        | اقیانوسی     | بریتانیا            | ۶۲٬۵۰۰    | ۵۳٫۳        | ۱٬۱۷۰          | اقیانوس اطلس، آمریکای شمالی         |
| قلمرو اقیانوس هند بریتانیا          | مجمع‌الجزایر                        | اقیانوسی     | بریتانیا            | ۳٬۰۰۰     | ۶۰          | ۰٫۰۵           | اقیانوس هند                         |
| جزایر ویرجین انگلستان               | مجمع‌الجزایر                        | فلات قاره    | بریتانیا            | ۳۱٬۱۴۸    | ۱۵۱         | ۲۰۶            | دریای کارائیب، آنتیل کوچک           |
| جزایر کارائیب هلند                  | سه جزیره اصلی                      | فلات قاره    | هلند                | ۲۱٬۱۳۳    | ۱۲۷         | ۱۶۶            | دریای کارائیب                       |
| جزایر کیمن                          | سه جزیره                           | فلات قاره    | بریتانیا            | ۵۲٬۵۶۰    | ۲۶۴         | ۱۹۹            | دریای کارائیب، آنتیل بزرگ           |
| جزیره کریسمس                        | یک جزیره اصلی                      | اقیانوسی     | استرالیا            | ۱٬۴۹۶     | ۱۳۵         | ۱۱٫۱           | اقیانوس هند، استرالزی               |
| جزایر کوکوس                         | دو جزیره اصلی                      | اقیانوسی     | استرالیا            | ۵۹۶       | ۱۴          | ۴۲٫۶           | اقیانوس هند، استرالزی               |
| جزایر کوک                           | مجمع‌الجزایر                        | اقیانوسی     | نیوزیلند            | ۱۰٬۷۷۷    | ۲۳۶         | ۴۵٫۷           | اقیانوس آرام، پلی‌نزی                |
| کوراسائو                            | یک جزیره اصلی                      | فلات قاره    | پادشاهی هلند        | ۱۴۵٬۸۳۴   | ۴۴۴         | ۳۲۸            | دریای کارائیب، آنتیل کوچک           |
| جزیره ایستر                         | یک جزیره                           | اقیانوسی     | شیلی                | ۶٬۱۴۸     | ۱۶۳٫۶       | ۳۷٫۵           | اقیانوس آرام، پلی‌نزی                |
| جزایر فالکلند                       | دو جزیره اصلی                      | فلات قاره    | بریتانیا            | ۳٬۱۴۰     | ۱۲٬۱۷۳      | ۰٫۲۶           | اقیانوس اطلس، آمریکای جنوبی         |
| جزایر فارو                          | مجمع‌الجزایر                        |              | دانمارک             | ۴۹٬۴۸۳    | ۱٬۳۹۳       | ۳۵٫۵           | اقیانوس اطلس                        |
| پلی‌نزی فرانسه                       | مجمع‌الجزایر                        | اقیانوسی     | فرانسه              | ۲۷۴٬۵۱۲   | ۳٬۸۲۷       | ۷۱٫۷           | اقیانوس آرام، پلی‌نزی                |
| گرینلند                             | یک جزیره اصلی با چندین مجمع‌الجزایر | فلات قاره    | دانمارک             | ۵۷٬۶۹۵    | ۲٬۱۶۶٬۰۸۶   | ۰٫۰۳           | آمریکای شمالی                       |
| جزیره گوادلوپ                       | یک جزیره اصلی                      | فلات قاره    | فرانسه              | ۴۰۵٬۵۰۰   | ۱٬۶۲۸       | ۲۵۰            | دریای کارائیب، آنتیل کوچک           |
| گوآم                                | یک جزیره اصلی                      | اقیانوسی     | ایالات متحده آمریکا | ۱۵۹٬۹۱۴   | ۵۴۴         | ۲۹۳            | اقیانوس آرام، میکرونزی              |
| گرنزی                               | سه جزیره اصلی                      | فلات قاره    | بریتانیا            | ۶۵٬۸۴۹    | ۷۸          | ۸۴۴            | کانال مانش، جزایر مانش              |
| جزیره من                            | یک جزیره اصلی                      | فلات قاره    | بریتانیا            | ۸۵٬۴۲۱    | ۵۷۲         | ۱۴۹            | دریای ایرلند، جزایر بریتانیا        |
| جرزی                                | یک جزیره اصلی                      | فلات قاره    | بریتانیا            | ۹۴٬۹۴۹    | ۱۱۶         | ۸۱۹            | کانال مانش، جزایر مانش              |
| مارتینیک                            | یک جزیره                           | فلات قاره    | فرانسه              | ۴۰۳٬۷۹۵   | ۱٬۱۲۸       | ۳۶۰            | دریای کارائیب، آنتیل کوچک           |
| مایوت                               | یک جزیره اصلی                      |              | فرانسه              | ۱۹۴٬۰۰۰   | ۳۷۴         | ۴۹۸٫۵          | اقیانوس هند، آفریقا، جزایر قمر      |
| مونتسرات                            | یک جزیره اصلی                      | فلات قاره    | بریتانیا            | ۵٬۱۶۴     | ۱۰۲         | ۵۰٫۶           | دریای کارائیب، آنتیل کوچک           |
| کالدونیای جدید                      | یک جزیره اصلی                      | فلات قاره    | فرانسه              | ۲۶۰٬۱۶۶   | ۱۸٬۲۷۵      | ۱۴٫۲           | اقیانوس آرام، ملانزی                |
| نیووی                               | یک جزیره اصلی                      | اقیانوسی     | نیوزیلند            | ۱٬۲۶۹     | ۲۶۰         | ۴٫۹            | اقیانوس آرام، پلی‌نزی                |
| جزیره نورفک                         | یک جزیره اصلی                      | فلات قاره    | استرالیا            | ۲٬۱۸۲     | ۳۶          | ۶۰٫۶           | اقیانوس آرام، ملانزی                |
| جزایر ماریانای شمالی                | مجمع‌الجزایر                        | اقیانوسی     | ایالات متحده آمریکا | ۵۱٬۳۹۵    | ۴۶۴         | ۱۱۱            | اقیانوس آرام، میکرونزی              |
| جزایر پیت‌کرن                        | مجمع‌الجزایر                        | اقیانوسی     | بریتانیا            | ۴۸        | ۴۷          | ۱٫۰            | اقیانوس آرام، پلی‌نزی                |
| پورتوریکو                           | مجمع‌الجزایر                        | فلات قاره    | ایالات متحده آمریکا | ۳٬۶۹۰٬۹۲۳ | ۸٬۸۷۰       | ۴۱۶            | دریای کارائیب، آنتیل بزرگ           |
| رئونیون                             | یک جزیره اصلی                      |              | فرانسه              | ۸۹۳٬۵۰۰   | ۲٬۵۱۲       | ۳۳۰            | اقیانوس هند، آفریقا، جزایر ماسکارین |
| سنت بارثلمی                         | یک جزیره اصلی                      | فلات قاره    | فرانسه              | ۷٬۳۳۲     | ۲۱          | ۳۴۹            | دریای کارائیب، آنتیل کوچک           |
| سینت هلینا                          | سه جزیره اصلی متمایز از یکدیگر     | اقیانوسی     | بریتانیا            | ۷٬۷۲۸     | ۳۰۸         | ۲۵٫۱           | اقیانوس اطلس                        |
| سن مارتن                            | بخشی از یک جزیره بزرگ‌تر (سن مارتن) | فلات قاره    | فرانسه              | ۳۰٬۹۵۹    | ۵۴٫۴        | ۵۶۹            | دریای کارائیب، آنتیل کوچک           |
| سنت پیر و ماژلان                    | دو جزیره اصلی                      | فلات قاره    | فرانسه              | ۵٬۸۳۱     | ۲۴۲         | ۲۴٫۱           | آمریکای شمالی                       |
| سنت مارتین                          | بخشی از یک جزیره بزرگ‌تر (سن مارتن) | فلات قاره    | پادشاهی هلند        | ۳۹٬۰۸۸    | ۳۴          | ۱٬۱۵۰          | دریای کارائیب، آنتیل کوچک           |
| جورجیای جنوبی و جزایر ساندویچ جنوبی | مجمع‌الجزایر                        | فلات قاره    | بریتانیا            | ۳۰        | ۳٬۹۰۳       | ۰٫۰۰۸          | اقیانوس اطلس                        |
| آکراتاری و داکیلیا                  | بخشی از یک جزیره بزرگ‌تر (قبرس)     | فلات قاره    | بریتانیا            | ۱۵٬۷۰۰    | ۲۵۴         | ۶۱٫۸           | مدیترانه                            |
| سوالبارد                            | مجمع‌الجزایر                        |              | نروژ                | ۲٬۷۵۲     | ۶۲٬۰۴۵      | ۰٫۰۳           | اقیانوس منجمد شمالی                 |
| توکلائو                             | مجمع‌الجزایر                        | اقیانوسی     | نیوزیلند            | ۱٬۳۶۸     | ۱۲          | ۱۱۴            | اقیانوس آرام، پلی‌نزی                |
| جزایر تورکس و کایکوس                | مجمع‌الجزایر                        | فلات قاره    | بریتانیا            | ۴۶٬۳۳۵    | ۹۴۸         | ۴۸٫۹           | دریای کارائیب، مجمع‌الجزایر لوکایی   |
| جزایر ویرجین ایالات متحده           | مجمع‌الجزایر                        | فلات قاره    | ایالات متحده آمریکا | ۱۰۵٬۲۷۵   | ۳۴۶         | ۳۰۴            | دریای کارائیب، آنتیل کوچک           |
| والیس و فوتونا                      | سه جزیره اصلی                      | اقیانوسی     | فرانسه              | ۱۵٬۲۸۹    | ۲۶۴         | ۵۷٫۹           | اقیانوس آرام، پلی‌نزی                |